# هجوم إثريا-الرقة (يونيو 2016)
معركة إثريا - الرقة (يونيو 2016) هي معركة بدأت في 2 يونيو 2016 بين قوات الجيش السوري من جهة وداعش من جهة أخرى بهدف السيطرة على مدينتي الرقة والطبقة.

## خلفية
ووقع الهجوم في وقت قريب بعد أن أطلقت قوات سوريا الديمقراطية التي تدعمها الولايات المتحدة هجومين أثنين الأول في ريف الرقة الشمالي لاستعاده من داعش، بهدف الهجوم على الرقة في المسقبل، والثاني يهدف للسيطرة على مدينة منبج في محافظة حلب.

## المعركة
بتاريخ 2 يونيو ,بدأت القوات الحكومية السورية هجوما على مسافة 120 كم من الرقة. وسرعان ما تقدمت 20 كم وسيطرت على جبال أبو الزين ومنطقة المسبح. (أقل من 100 كم من الرقة).
في اليوم التالي، سيطرت القوات الحكومية على مفترق قرية الزكية على الحدود الإدارية بين محافظة حماة ومحافظة الرقة, وتابعت تقدمها داخلها وباتت على مسافة 47 كم من مطار الطبقة العسكري التي تسيطر عليه داعش. وقد اعاق التقدم بواسطة الألغام المزروعة على الطريق من داعش. مابين 3 و4 يونيو دخلت القوات محافظة الرقة للمرة الأولى منذ عام 2014, وسيطرت على القرية الأولى داخل المحافظة أبو علاج, على بعد 35-40 كم من مدينة الطبقة.
وتوقف الهجوم مؤقتا في 4 يونيو بسبب عاصفة رملية، لكنه استمر بعد عدة ساعات. وخلال هذا الوقت، استعاد الهجوم المضاد لـ داعش قرية أبو علاج. ومع ذلك، في اليوم التالي، سيطرت القوات على تلة السيرتيل، خط دفاع داعش الآخير عن القرية، وبعد وقت قصير تمكنت القوات من استعادة السيطرة على القرية. في وقت لاحق من ذلك المساء، تمكنت القوات من السيطرة على قرية أخرى.
اعتبارا من 6 يونيو كان الجيش قد تقدم إلى مسافة 24 كم من سد الفرات وبحيرة الأسد, وتمكن أيضا من السيطرة قريتين ثانيتين، على بعد 30 كم من مطار الطبقة العسكري. كما حصلت اشتباكات عند مفترق طرق الرصافة ومركز شرطة طريق الرقة السريع الدولي. وفي الوقت نفسه، أطلق تنظيم داعش هجوما على طريق إثريا - السلمية، وتوردت أنباء تفيد أن مقاتلي داعش تمكنوا من قطع الطريق، لكن قناة المنار اللبنانية أكدت أنه تم صد الهجوم.
في 7 يونيو, كان الجيش يقاتل على مسافة 25 كم جنوب مدينة الطبقة في منطقة الرصافة, وذكر المرصد السوري لحقوق الإنسان في البداية أنه استولى على مفترق طرق الرصافة. ومع ذلك، لم يتمكن الجيش من السيطرة على المفترق حتى اليوم التالي، وسيطرت على المنطقة في يومين، وتقدمت القوات الحكومية 15-20 كم على اتجاه الطبقة. خلال تقدم الجيش سيطر على العديد من حقول النفط القريبة. على مدار اليوم، تواصلت الضربات الجوية السورية والروسية على مواقع داعش في الطبقة.
وفي 11 يونيو, هاجم خمسة انتحاريين من تنظيم داعش في سن المراهقة مواقع الجيش السوري في مفترق طرق الرصافة. تمكن أربعة من المهاجمين الانتحاريين من تفجير نفسهم. مما أسفر عن مقتل 8-16 جندي. بينما الخامس، كان صبيا في 13 من عمره، تم القبض عليه. كما كان الجيش يقول أنه على بعد بضع كيلومترات فقط من مطار الطبقة العسكري وهو بانتظار وصول التعزيزات لمهاجمة المطار.
بتاريخ 12 يونيو, تابعت القوات الحكومية تقدمها نحو مدينة الطبقة ومطارها، وباتت على مسافة 7 كم من من مطار الطبقة العسكري. وشن مقاتلي تنظيم داعش هجوما على قرية أبو علاج، وانتهى الهجوم بالفشل دون أن يحققوا أي
تقدم. وتقدم أيضا مسافة نحو ستة كيلومترات إلى الغرب من مدينة الرصافة الآثرية، جنوبي مدينة الرقة. وتابع التقدم ليصيح على بعد خمسة كيلومترات من المطار العسكري.
وفي 13 يونيو, باتت القوات الحكومية على مسافة 5 كم من مطار الطبقة العسكري، وبدأ باقتحامه من الجهة الجنوبية.بعد وقت قصير من منتصف ليل يوم 13 يونيو، شن تنظيم داعش هجوم كبير بالإضافة إلى شاحنة ملغومة على قرية أبو علاج، وبنهاية المطاف انتهى الهجوم بالفشل.